# Trine Torp

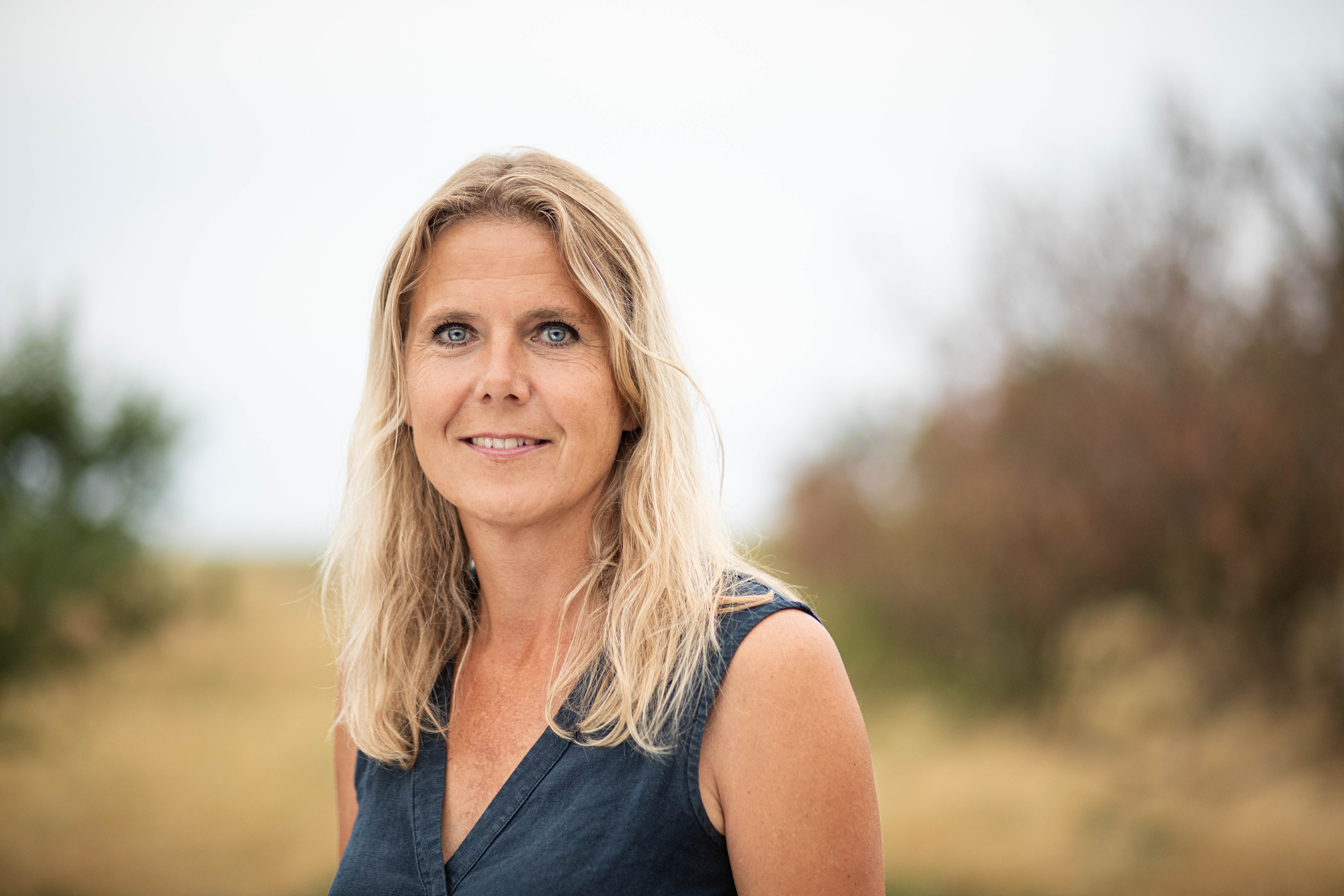
Trine Torp é membro do Folketing for SF, eleita em 2015

Trine Schøning Torp (nascida em 18 de fevereiro de 1970, em Glostrup) é uma política dinamarquês, membro do Folketing pelo Partido Popular Socialista. Ela foi eleita para o parlamento nas eleições legislativas dinamarquesas de 2015.

## Carreira política
Torp foi membro do conselho municipal do município de Halsnæs de 2009 a 2015. Ela foi eleita pela primeira vez para o parlamento nas eleições de 2015, onde recebeu 2.494 votos. Mais tarde foi reeleita em 2019, com 4.307 votos.